# Martellus Bennett
Martellus Demond Bennett (født 10. marts 1987 i Alief, Texas, USA) er en amerikansk footballspiller, der spiller i NFL som tight end for New England Patriots. Han har spillet i NFL siden 2008, og har tidligere repræsenteret Dallas Cowboys, New York Giants og Chicago Bears.

## Klubber
- 2008-2011: Dallas Cowboys
- 2012: New York Giants
- 2013-2015: Chicago Bears
- 2016-: New England Patriots